# 캐런 (속어)

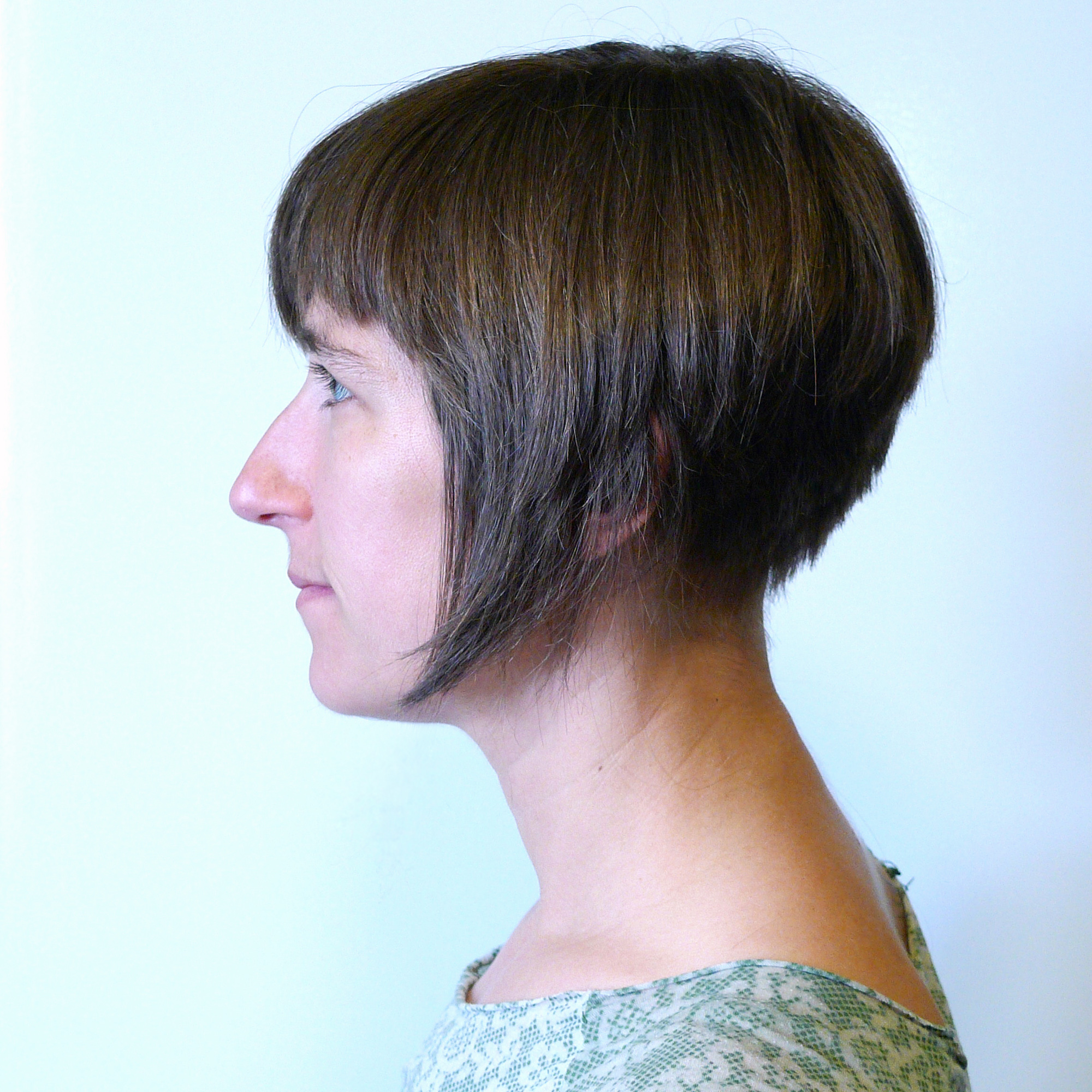
캐런에 대해 언급할 때 자주 묘사되는 짧은 머리 스타일

캐런(Karen)은 2010년대 후반 미국에서 사용하기 시작된 용어로, 무례한 요구 및 권리를 주장하는 중산층 백인 여성을 가리키는 속어이다.
2020년에는 코로나19 팬데믹과 조지 플로이드 시위 등의 사건을 통해 해당 용어가 점점 더 자주 등장했으며, 가디언은 2020년을 "캐런의 해"라고 불렀다.

## 같이 보기
- 프리마돈나